# Eliminatoria para el Campeonato Sub-23 de la AFC 2016
La eliminatoria para el Campeonato Sub-23 de la AFC 2016 es la fase clasificatoria de este torneo de fútbol a nivel de selecciones sub-23 de Asia organizado por la AFC; y que contó con la participación de 43 asociaciones miembro de todo el continente. 
La eliminatoria otorgó 16 plazas para la fase final del torneo, la cual se jugará en Catar.

## Sorteo
De las 47 asociaciones miembros de la AFC, un total de 43 equipos participaron en la competencia. 
El anfitrión final del torneo, Catar clasificó automáticamente para el torneo final.
El sorteo se realizó el 4 de diciembre de 2014, a las 11:00 MYT ( UTC + 8 ), en la Casa de la AFC en Kuala Lumpur, Malasia. 
Los 43 equipos se agruparon en diez grupos. Para el sorteo, los equipos se dividieron en dos zonas:
• Zona Oeste: 23 equipos de Asia Occidental, Asia Central y Asia Meridional, que se dividirán en tres grupos de cinco equipos y dos grupos de cinco equipos (Grupos A – E).
• Zona Este: 20 equipos de ASEAN y Asia Oriental, que se dividirán en cinco grupos de cuatro equipos (Grupos F – J).

## Participantes

### Elegibilidad del jugador
Los jugadores nacidos a partir del 1 de enero de 1995 son elegibles para competir en el torneo.

## Formato
En cada grupo, los equipos juegan entre sí una vez en un lugar centralizado. Los diez ganadores de grupo y los cinco mejores subcampeones clasifican para el torneo final.

## Zona Oeste

#### Grupo A
Todos los partidos se jugarán en Omán
| Equipo   | Pts | PJ | PG | PE | PP | GF | GC | Dif |
| -------- | --- | -- | -- | -- | -- | -- | -- | --- |
| Irak     | 0   | 0  | 0  | 0  | 0  | 0  | 0  | 0   |
| Omán     | 0   | 0  | 0  | 0  | 0  | 0  | 0  | 0   |
| Baréin   | 0   | 0  | 0  | 0  | 0  | 0  | 0  | 0   |
| Líbano   | 0   | 0  | 0  | 0  | 0  | 0  | 0  | 0   |
| Maldivas | 0   | 0  | 0  | 0  | 0  | 0  | 0  | 0   |

#### Grupo B
Todos los partidos se jugarán en Emiratos Árabes Unidos
| Equipo       | Pts | PJ | PG | PE | PP | GF | GC | Dif |
| ------------ | --- | -- | -- | -- | -- | -- | -- | --- |
| Jordania     | 0   | 0  | 0  | 0  | 0  | 0  | 0  | 0   |
| Kuwait       | 0   | 0  | 0  | 0  | 0  | 0  | 0  | 0   |
| Pakistán     | 0   | 0  | 0  | 0  | 0  | 0  | 0  | 0   |
| Kirguistán   | 0   | 0  | 0  | 0  | 0  | 0  | 0  | 0   |
| Turkmenistán | 0   | 0  | 0  | 0  | 0  | 0  | 0  | 0   |

#### Grupo C
Todos los partidos se jugarán en Irán
| Equipo         | Pts | PJ | PG | PE | PP | GF | GC | Dif |
| -------------- | --- | -- | -- | -- | -- | -- | -- | --- |
| Arabia Saudita | 0   | 0  | 0  | 0  | 0  | 0  | 0  | 0   |
| Irán           | 0   | 0  | 0  | 0  | 0  | 0  | 0  | 0   |
| Palestina      | 0   | 0  | 0  | 0  | 0  | 0  | 0  | 0   |
| Afganistán     | 0   | 0  | 0  | 0  | 0  | 0  | 0  | 0   |
| Nepal          | 0   | 0  | 0  | 0  | 0  | 0  | 0  | 0   |

#### Grupo D
Todos los partidos se jugarán en Emiratos Árabes Unidos
| Equipo                 | Pts | PJ | PG | PE | PP | GF | GC | Dif |
| ---------------------- | --- | -- | -- | -- | -- | -- | -- | --- |
| Emiratos Árabes Unidos | 0   | 0  | 0  | 0  | 0  | 0  | 0  | 0   |
| Yemen                  | 0   | 0  | 0  | 0  | 0  | 0  | 0  | 0   |
| Tayikistán             | 0   | 0  | 0  | 0  | 0  | 0  | 0  | 0   |
| Sri Lanka              | 0   | 0  | 0  | 0  | 0  | 0  | 0  | 0   |

#### Grupo E
Todos los partidos se jugarán en Bangladés
| Equipo     | Pts | PJ | PG | PE | PP | GF | GC | Dif |
| ---------- | --- | -- | -- | -- | -- | -- | -- | --- |
| Siria      | 0   | 0  | 0  | 0  | 0  | 0  | 0  | 0   |
| Uzbekistán | 0   | 0  | 0  | 0  | 0  | 0  | 0  | 0   |
| India      | 0   | 0  | 0  | 0  | 0  | 0  | 0  | 0   |
| Bangladés  | 0   | 0  | 0  | 0  | 0  | 0  | 0  | 0   |

## Zona Este

#### Grupo F
Todos los partidos se jugarán en Taiwán
| Equipo       | Pts | PJ | PG | PE | PP | GF | GC | Dif |
| ------------ | --- | -- | -- | -- | -- | -- | -- | --- |
| Australia    | 0   | 0  | 0  | 0  | 0  | 0  | 0  | 0   |
| Birmania     | 0   | 0  | 0  | 0  | 0  | 0  | 0  | 0   |
| China Taipéi | 0   | 0  | 0  | 0  | 0  | 0  | 0  | 0   |
| Hong Kong    | 0   | 0  | 0  | 0  | 0  | 0  | 0  | 0   |

#### Grupo G
Todos los partidos se jugarán en Tailandia
| Equipo          | Pts | PJ | PG | PE | PP | GF | GC | Dif |
| --------------- | --- | -- | -- | -- | -- | -- | -- | --- |
| Corea del Norte | 0   | 0  | 0  | 0  | 0  | 0  | 0  | 0   |
| Tailandia       | 0   | 0  | 0  | 0  | 0  | 0  | 0  | 0   |
| Camboya         | 0   | 0  | 0  | 0  | 0  | 0  | 0  | 0   |
| Filipinas       | 0   | 0  | 0  | 0  | 0  | 0  | 0  | 0   |

#### Grupo H
Todos los partidos se jugarán en Indonesia
| Equipo         | Pts | PJ | PG | PE | PP | GF | GC | Dif |
| -------------- | --- | -- | -- | -- | -- | -- | -- | --- |
| Corea del Sur  | 0   | 0  | 0  | 0  | 0  | 0  | 0  | 0   |
| Indonesia      | 0   | 0  | 0  | 0  | 0  | 0  | 0  | 0   |
| Timor Oriental | 0   | 0  | 0  | 0  | 0  | 0  | 0  | 0   |
| Brunéi         | 0   | 0  | 0  | 0  | 0  | 0  | 0  | 0   |

#### Grupo I
Todos los partidos se jugarán en Malasia
| Equipo  | Pts | PJ | PG | PE | PP | GF | GC | Dif |
| ------- | --- | -- | -- | -- | -- | -- | -- | --- |
| Japón   | 0   | 0  | 0  | 0  | 0  | 0  | 0  | 0   |
| Vietnam | 0   | 0  | 0  | 0  | 0  | 0  | 0  | 0   |
| Malasia | 0   | 0  | 0  | 0  | 0  | 0  | 0  | 0   |
| Macao   | 0   | 0  | 0  | 0  | 0  | 0  | 0  | 0   |

#### Grupo J
Todos los partidos se jugarán en Laos
| Equipo   | Pts | PJ | PG | PE | PP | GF | GC | Dif |
| -------- | --- | -- | -- | -- | -- | -- | -- | --- |
| China    | 0   | 0  | 0  | 0  | 0  | 0  | 0  | 0   |
| Laos     | 0   | 0  | 0  | 0  | 0  | 0  | 0  | 0   |
| Singapur | 0   | 0  | 0  | 0  | 0  | 0  | 0  | 0   |
| Mongolia | 0   | 0  | 0  | 0  | 0  | 0  | 0  | 0   |

## Segundos Lugares
Con el fin de garantizar la igualdad al comparar el equipo de subcampeón de todos los grupos, los resultados de los partidos contra el equipo que ocupa el quinto lugar en los Grupos A y C se ignoraron debido a que los otros grupos tienen solo cuatro equipos.
| N.º | Grp | Equipo     | PJ | PG | PE | PP | GF | GC | DG | Pts |
| --- | --- | ---------- | -- | -- | -- | -- | -- | -- | -- | --- |
| 1   | G   | Tailandia  | 3  | 2  | 1  | 0  | 7  | 2  | 5  | 7   |
| 2   | C   | Irán       | 3  | 2  | 0  | 1  | 10 | 2  | 8  | 6   |
| 3   | I   | Vietnam    | 3  | 2  | 0  | 1  | 9  | 3  | 6  | 6   |
| 4   | D   | Yemen      | 3  | 2  | 0  | 1  | 7  | 2  | 5  | 6   |
| 5   | E   | Uzbekistán | 3  | 2  | 0  | 1  | 7  | 2  | 5  | 6   |
| 6   | H   | Indonesia  | 3  | 2  | 0  | 1  | 7  | 4  | 3  | 6   |
| 7   | F   | Birmania   | 3  | 2  | 0  | 1  | 6  | 6  | 0  | 6   |
| 8   | A   | Omán       | 3  | 1  | 2  | 0  | 7  | 3  | 4  | 5   |
| 9   | B   | Kuwait     | 3  | 1  | 2  | 0  | 5  | 3  | 2  | 5   |
| 10  | J   | Laos       | 3  | 1  | 1  | 1  | 7  | 3  | 4  | 4   |

Fuente: Reglas de clasificación de la AFC
1) puntos; 2) diferencia de goles; 3) goles marcados; 4) puntos disciplinarios; 5) Sorteo.